# أوجينيا يوان
أوجينيا يوان (بالإنجليزية: Eugenia Yuan)‏ هي ممثلة أمريكية، ولدت في 22 يناير 1976.

## أعمال

### أفلام
- (2005) مذكرات فتاة الغيشا[1]

## وصلات خارجية
- أوجينيا يوان على موقع IMDb (الإنجليزية)
- أوجينيا يوان على موقع روتن توميتوز (الإنجليزية)
- أوجينيا يوان على موقع قاعدة بيانات الأفلام العربية
- أوجينيا يوان على موقع ألو سيني (الفرنسية)
- أوجينيا يوان على موقع أول موفي (الإنجليزية)
- أوجينيا يوان على موقع قاعدة بيانات الفيلم (الإنجليزية)
- أوجينيا يوان على موقع كينوبويسك (الروسية)